# Daegu Stadium
Daegu World Cup Stadium (Blue Arc) är en sportarena i Daegu i Sydkorea.
Den tar 65 754 åskådare och började uppfördes 1997. Arenan stod klar i juni 2001 och kostade 265 miljoner dollar att bygga.
Arenan byggdes för Fotbolls-VM 2002. Fyra matcher i detta VM spelades på arenan. Universiaden 2003 ägde rum här. Även VM i friidrott år 2011 ägde rum på denna arena. Den är hemmaarena för fotbollsklubben Daegu FC.